# 薩米特鎮區 (密蘇里州卡勒韋縣)
薩米特鎮區（英語：Summit Township）是位於美國密蘇里州卡勒韋縣的一個行政鎮區。

## 地方資料
薩米特鎮區的面積為155.96平方千米，當中陸地面積為151.90平方千米，而水域面積為4.06平方千米。根據2020年美國人口普查的數據，當地共有人口9435人，而人口密度為每平方千米60.5人。